# Kleiner Widderstein
Der Kleine Widderstein ist ein 2236 m ü. A. hoher Berg in den Allgäuer Alpen. 

## Lage und Umgebung
Er liegt zwischen dem Großen Widderstein und dem Bärenkopf.

## Besteigung
Auf den Kleinen Widderstein führt kein markierter Weg. Auch auf dem einfachsten Anstieg vom Bärenkopf aus über den Nordgrat (Schwierigkeit II+) ist Klettererfahrung notwendig. 
Im Gegensatz zum Großen Widderstein wird der Kleine Widderstein selten besucht.